# اسپرینت سنتر

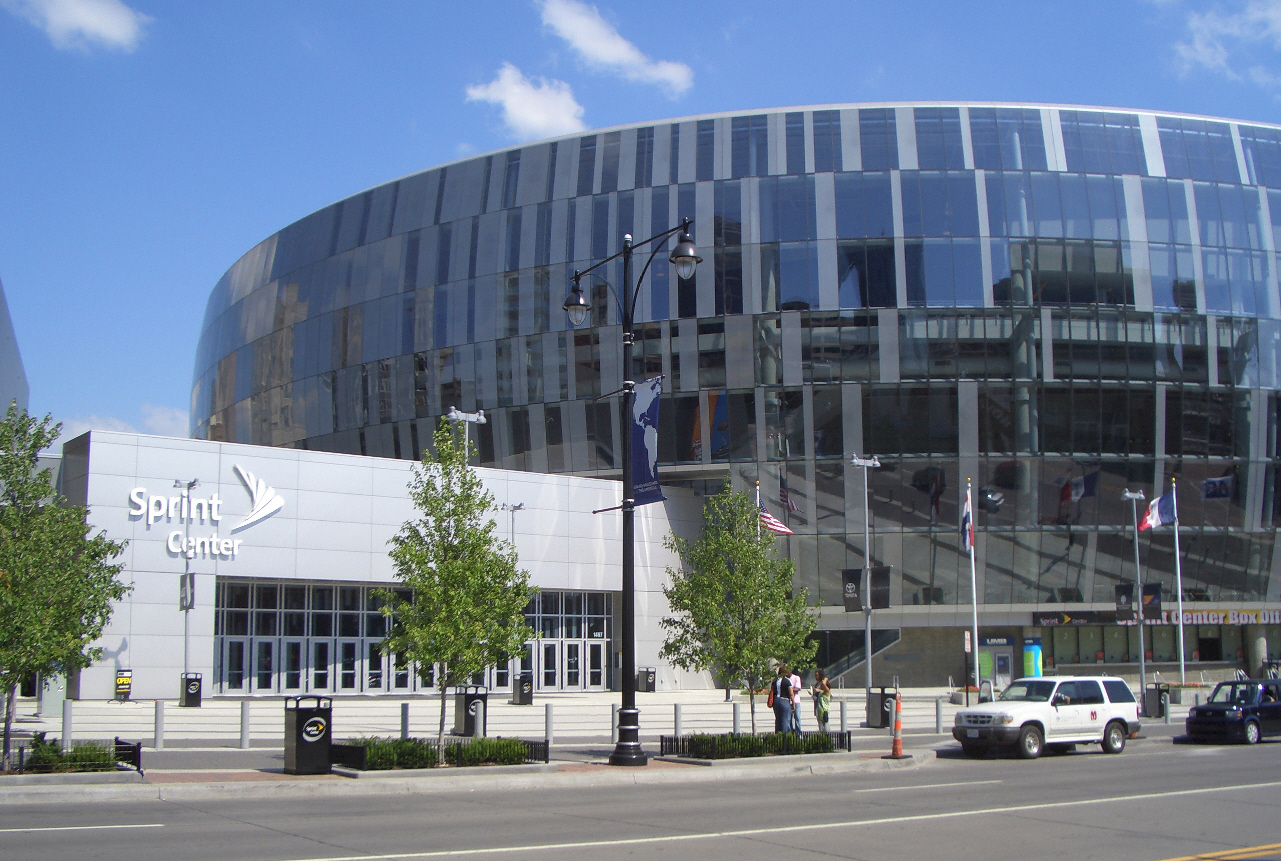

اسپرینت سنتر (به انگلیسی: Sprint Center)، تأسیس سال ۲۰۰۵، نام ورزشگاهی در کانزاس‌سیتی در میزوری است.
این ورزشگاه که برای بازیهای ورزشی و مراسم بزرگ کنسرت استفاده می‌شود، سرپوشیده است، و ۱۹۲۵۲ نفر ظرفیت دارد.
شرکت مخابرات اسپرینت حامی مالی این ورزشگاه بوده‌است. الربی بکت معمار این بنا است.
هنرمندان صاحبنامی همچون التون جان و مدونا در این مکان کنسرت اجرا کرده‌اند.